# 페돈 파파미하일
페돈 파파미하일(그리스어: Φαίδων Παπαμιχαήλ, 1962년 10월 5일 ~ )은 그리스 출신의 영화 촬영 기사이다. 협업하는 감독으로는 고어 버빈스키, 빔 벤더스, 브래드 실버링, 제임스 맨골드, 알렉산더 페인, 조지 클루니 등이 있다. 페인의 영화 《네브래스카》(2013)로 아카데미 촬영상 후보에도 올랐다. 아테네 출신으로 나중에 가족과 함께 독일로 이주하여 영화 촬영 기술을 배웠다.

## 연출 작품 목록
| 연도 | 제목                     | 원제                     | 배역                    | 비고                 |
| ---- | ------------------------ | ------------------------ | ----------------------- | -------------------- |
| 1993 | 쿨러닝                   | Cool Runnings            | 존 터틀타웁             |                      |
| 1995 | 당신이 잠든 사이에       | While You Were Sleeping  | 존 터틀타웁             |                      |
| 1996 | 페노메논                 | Phenomenon               | 존 터틀타웁             |                      |
| 1998 | 패치 애덤스              | Patch Adams              | 톰 새디악               |                      |
| 2000 | 밀리언 달러 호텔         | The Million Dollar Hotel | 빔 벤더스               |                      |
| 2001 | 아메리칸 스윗하트        | America's Sweethearts    | 조 로스                 |                      |
| 2002 | 문라이트 마일            | Moonlight Mile           | 브래드 실버링           |                      |
| 2003 | 아이덴티티               | Identity                 | 제임스 맨골드           |                      |
| 2004 | 사이드웨이               | Sideways                 | 알렉산더 페인           |                      |
| 2005 | 웨더 맨                  | The Weather Man          | 고어 버빈스키           |                      |
| 2005 | 앙코르                   | Walk the Line            | 제임스 맨골드           |                      |
| 2008 | 10개 이하 소량 계산      | 10 Items or Less         | 브래드 실버링           |                      |
| 2007 | 3:10 투 유마             | 3:10 to Yuma             | 제임스 맨골드           |                      |
| 2008 | 더블유                   | W.                       | 올리버 스톤             |                      |
| 2010 | 나잇 & 데이              | Knight and Day           | 제임스 맨골드           |                      |
| 2011 | 킹메이커                 | The Ides of March        | 조지 클루니             |                      |
| 2011 | 디센던트                 | The Descendants          | 알렉산더 페인           |                      |
| 2012 | 디스 이즈 40             | This Is 40               | 저드 애퍼타우           |                      |
| 2013 | 네브래스카               | Nebraska                 | 알렉산더 페인           | 아카데미 촬영상 후보 |
| 2014 | 모뉴언츠 맨: 세기의 작전 | The Monuments Men        | 조지 클루니             |                      |
| 2016 | 헌츠맨: 윈터스 워        | The Huntsman             | 세드리크 니콜라트루아얀 |                      |